# Российско-украинская война
Росси́йско-украи́нская война́ (укр. російсько-українська війна) — необъявленная война между Россией (при участии ею созданных и, впоследствии, ей же аннексированных ДНР и ЛНР) и Украиной; с 2024 года на стороне России в войну вступила КНДР. Самый большой военный конфликт в Европе после окончания Второй мировой войны.
Началась 20 февраля 2014 года после победы Евромайдана в Киеве. Непосредственно боевые действия начались в феврале 2014 года с захвата 27 февраля российским спецназом крымского парламента, оккупации и аннексии Россией Крыма (регионов Украины — АР Крым и Севастополь). Пророссийские протесты против нового правительства Украины в Харьковской, Одесской, Херсонской, Днепропетровской областях получившие название «Русская весна», закончились победой про-европейских сил. В Донецкой и Луганской областях 12 апреля 2014 года протесты переросли в боевые действия, когда вооружённый отряд россиян под командованием экс-офицера ФСБ Игоря Гиркина (Стрелкова) захватил город Славянск в Донецкой области. Россия поддерживала и контролировала самопровозглашённые ДНР и ЛНР, в том числе непосредственным военным вмешательством. До полномасштабного вторжения 24 февраля 2022 года военные действия были локализованы главным образом в Донбассе.
С апреля 2021 года Россия начала наращивать войска на границе с Украиной, что могло свидетельствовать о подготовке к нападению. Российское руководство неоднократно отрицало подготовку вторжения на территорию Украины. В феврале 2022 года кризис обострился, а дипломатические попытки урегулировать ситуацию не привели к успеху. 21 февраля 2022 года Россия признала независимость подконтрольных ей ДНР и ЛНР, 22 февраля уже официально ввела войска на контролируемую ими территорию, а 24 февраля начала полномасштабное вторжение на Украину — в тот же день были разорваны дипломатические отношения между двумя странами, которые продолжались 30 лет (были установлены 14 февраля 1992 года).
Международные медиа и политологи разных стран на протяжении всего конфликта описывали происходящее как войну России против Украины. Россия неоднократно отрицала применение своих регулярных войск в Донбассе до февраля 2022 года и утверждала, что конфликт в Донбассе вплоть до этого времени носил внутренний характер.
По данным УВКПЧ, в период с 2014 по 2021 год война на востоке Украины унесла жизни 4200 украинских военных, 5800 военных России и их прокси-сил из ДНР и ЛНР (CSIS даёт оценку в 6—7 тыс. убитых до начала полномасштабного вторжения 2022 года), и 13 200 — 13 400 убитых гражданских, а также 29 600 — 33 600 раненых военных и гражданских с обеих сторон. OSINT-исследователь и журналист Necro Mancer, занимающийся установкой, документацией и анализом событий российско-украинской войны, по состоянию на сентябрь 2024 года зафиксировал имена не менее 22 300 убитых (включая небоевые потери) российских военных и местных пророссийских сепаратистов за 10 лет войны. На начало сентября 2024 года в «Книгу памяти павших за Украину» проекта Украинского института национальной памяти были внесены имена более 60 600 украинских военных за 10 лет войны.
6 августа 2024 года начался новый этап боевых действий — в Курской области, в результате чего ВСУ установили контроль не менее чем над территорией в 1100 км², включая город Суджа. К середине марта 2025 года российские войска вернули контроль над около 90 % территории (включая город Суджа), ранее захваченной ВСУ.
18 марта 2025 года Вооружённые силы Украины вновь перешли российско-украинскую границу и начали боевые действия в Белгородской области.

## Предыстория

### 1991—2004
После всеукраинского референдума о подтверждении Акта провозглашения независимости Украины и последующих Беловежских соглашений о распаде СССР в 1991 году Украина обрела независимость, при этом новообразованная Российская Федерация приобрела статус правопреемницы Советского Союза. 5 декабря 1994 года лидерами Украины, России, Великобритании и США был подписан Будапештский меморандум — документ, согласно которому Украина передавала оставшиеся от СССР запасы (примерно ⅓ его арсенала) ядерного оружия России, а Россия, в свою очередь, обязалась гарантировать независимость, суверенитет и территориальную целостность Украины.
В 1997 году президентами России и Украины Борисом Ельциным и Леонидом Кучмой был подписан договор о дружбе, сотрудничестве и партнёрстве, согласно которому стороны согласились установить стратегическое партнёрство, обязались взаимно уважать территориальную целостность обеих стран, а также не использовать собственную территорию в ущерб безопасности друг друга.
В период второго президентства Леонида Кучмы в начале 2000-х российско-украинские отношения, казалось, были на подъёме, особо на фоне временного ухудшения Украины с Западом из-за кассетного скандала и обвинений в продаже станций радиотехнической разведки «Кольчуга» Ираку. Но осенью 2003 года произошло их резкое ухудшение из-за конфликта вокруг косы Тузла. Попытка российской стороны несогласованного с Украиной сооружения дамбы, соединяющей побережье РФ с этим участком украинской территории, вызвала ответную реакцию Кучмы: прервав серию своих визитов в страны Латинской Америки, он прибыл на место событий и организовал действия по демонстративному сооружению оборонительных укреплений на косе. Многие исследователи и аналитики рассматривали инцидент с Тузлой как первую попытку России «прощупать» Украину на предмет своих возможных действий по аннексии Крыма. Этой попытке был дан отбой из-за резкой реакции Кучмы.

### 2004—2010
В 2004 году накануне очередных президентских выборов действующий украинский президент Леонид Кучма в качестве своего преемника избрал тогдашнего премьер-министра Виктора Януковича. В ходе предвыборной кампании образ Виктора Януковича строился на идеях стабильности и преемственности власти, а также укрепления связей с Россией, тогда как главный оппозиционный кандидат Виктор Ющенко позиционировал себя как прозападного демократа-реформатора, обещавшего выход из «застоя» и победу над коррупцией. Электоральной базой Ющенко были западные и центральные области Украины, а Янукович опирался на голоса жителей восточных и южных украинских областей. Россия активно поддерживала Виктора Януковича в ходе его президентской кампании, однако тогда Януковичу получить власть помешала Оранжевая революция.
В Кремле восприняли победу Оранжевой революции как болезненное поражение. Для российского руководства эта ситуация представляла двойной вызов: интересам России во внешней политике ввиду стремления Ющенко двигать Украину в сторону Запада и сохранению самого режима в России, так как украинское общество продемонстрировало пример свержения коррумпированной и репрессивной власти. Это ознаменовало поворот во внешней политике России: от попыток интеграции с Западом на российских условиях к попыткам начать «отгораживание от Запада», что окончательно было сформулировано в Мюнхенской речи Владимира Путина 10 февраля 2007 года. В России сложилось убеждение, что Запад специально спровоцировал Оранжевую революцию, чтобы привести к власти прозападного Ющенко, а в кругах российской власти возникли опасения, что Запад может попробовать повторить свои успехи на Украине и в самой России путём «подрыва легитимности Кремля» и «пособничества народному восстанию». Это привело к усилению в России антиамериканских настроений и авторитаризма. Политика Москвы стала направленной на недопущение «цветных революций».
Виктор Ющенко на посту президента Украины проводил ярко выраженную прозападную политику. При нём Украина начала переговоры Соглашения об ассоциации между Украиной и Европейским союзом, активно добивалась получения Плана действий по членству в НАТО. В то же время в отношениях с Россией постоянно возникали конфликты. Так, во время президентства Ющенко Россия дважды прекращала поставки газа Украине — в 2006 и 2009 годах, что привело к перебоям транзитных поставок в Европу.
В апреле 2008 года в ходе саммита НАТО в Бухаресте обсуждался вопрос предоставления Украине и Грузии Плана действий по подготовке членства в альянсе. Российский премьер-министр Владимир Путин выступил резко против расширения НАТО и дал понять, что не признаёт независимость Украины. По словам украинских журналистов, Путин во время саммита заявлял: «Украина в том виде, в котором она сегодня существует, она была создана в советское время; она получила территории от Польши — после Второй мировой войны, от Чехословакии, от Румынии — и сейчас ещё не все решены приграничные проблемы на Чёрном море с Румынией. От России огромные территории получила на востоке и на юге страны»; «это сложное государственное образование. И если ещё внести туда натовскую проблематику, другие проблемы, это вообще может поставить на грань существование самой государственности». В итоге Германия и Франция заблокировали представление ПДЧ Украине и Грузии.
Во время войны России с Грузией в августе 2008 года президент Украины Виктор Ющенко решительно поддержал Грузию. 12 августа 2008 года президенты Польши, Литвы, Эстонии, Украины и премьер Латвии совершили беспрецедентный визит в столицу Грузии Тбилиси, которой тогда угрожали российские войска, с целью поддержки грузинского президента Михаила Саакашвили. В октябре 2008 года премьер-министр России Владимир Путин в ходе встречи с украинским премьер-министром Юлией Тимошенко обвинил Украину в оказании военной помощи Грузии. Путин заявлял, что украинцы принимали участие в боях на стороне Грузии: «Ещё несколько лет назад в голову не могло прийти, что русские и украинцы будут воевать друг против друга. Но это произошло, и это — преступление». В декабре 2008 года Министерство обороны России обвинило Украину «в сознательной войне против России в Южной Осетии», заявляя что украинские военные сбивали российские самолёты в ходе этой войны. В августе 2009 года СКП России обвинил украинских военных и добровольцев из УНА-УНСО в участии в войне 2008 года на стороне Грузии. Украина называла недостоверными утверждения о том, что в войне 2008 года принимали участие украинские военнослужащие и члены УНА-УНСО, а по поводу поставок оружия грузинской стороне заявляла, что Грузия не является объектом международных санкций или эмбарго, поэтому признавая сам факт поставок вооружений отвергла российские претензии на этот счёт.

### 2010—2014
В 2010 году президентом Украины был избран кандидат от пророссийской «Партии регионов» Виктор Янукович. С его победой российско-украинские отношения нормализовались, а вопрос вступления в НАТО был заморожен с принятием закона о внеблоковом статусе Украины. 30 марта 2012 года, тем не менее, было парафировано Соглашение об ассоциации между Украиной и Европейским союзом, подготовка к которому длилась несколько лет. В 2012—2013 гг. Украина стала сближаться с Таможенным союзом, во многом считавшимся политическом проектом России по удержанию соседних стран в сфере своего влияния. Интеграцию с Евросоюзом поддерживало в основном проевропейски настроенное население Центральной и Западной Украины, когда как за вступление в Таможенный союз выступали преимущественно пророссийские Юго-Восток Украины и Крым.
На фоне сближения с Евросоюзом, в июле 2013 года Россия запрещает ввоз продуктов компании «Рошен», в дальнейшем запрещая ввоз картофеля, сухого молока и других продуктов позже, начиная экономическое давление на Украину.
В ноябре 2013 года правительство Украины объявило, что приостанавливает подготовку к подписанию соглашения об ассоциации с ЕС, самым значимым положением которого был договор о свободной торговле со странами Евросоюза. Это решение, принятое под давлением России, привело к началу в Киеве и других украинских городах многомесячных акций протеста, поддержанных парламентской оппозицией и получивших общее название «Евромайдан». Протесты, проходившие под проевропейскими и антиправительственными лозунгами, привели к смене власти на Украине в феврале 2014 года — в том числе к отставке Януковича с поста президента, роспуску правительства Азарова и бегству основных представителей правящей «Партии регионов» из партии и страны. Исполняющим обязанности президента Украины 23 февраля 2014 года был назначен Александр Турчинов, незадолго до того избранный председателем Верховной рады.
Смена украинской власти на нелояльную Москве была воспринята российским руководством резко негативно и официально охарактеризована как государственный переворот. Население Центральной и Западной Украины в основном приветствовало новую власть или относилось к ней нейтрально, тогда как на Юго-Востоке и в Крыму царило недовольство смещением избранного в 2010 году преимущественно жителями Донбасса президента и лояльного ему правительства.

### Крым и Севастополь
Во времена первого периода президентства Путина вопрос принадлежности Крыма и Севастополя официально не поднимался, сам он в 2008 году заявлял, что полуостров не является спорной территорией и входит в состав Украины. Заявления отдельных официальных лиц (например, мэра Москвы Юрия Лужкова) о российской принадлежности Крыма не получали дальнейшего развития.
Политические предпочтения жителей Автономной Республики Крым и Севастополя в составе Украины имели пророссийский характер: на президентских выборах в 2004 и 2010 годах там с большим отрывом побеждал лояльный России кандидат Виктор Янукович, а на парламентских были популярны пророссийские или евроскептические партии и кандидаты («Партия регионов», КПУ).
В начале конфликта в Крыму находились 12 тысяч военных Черноморского флота России. Присутствие российских военных было регламентировано Соглашением о статусе и условиях пребывания Черноморского флота России на территории Украины, подписанным в 1997 году. По соглашению, военное присутствие России на Украине не могло превышать 25 тысяч человек, а военные формирования России обязывались уважать суверенитет Украины и не вмешиваться в её внутренние дела. Военное присутствие России в Крыму могло сохраняться минимум до 2042 года после подписания в 2010 году Харьковских соглашений.

## «Гибридная война» (февраль 2014 — февраль 2022)

### Аннексия Крыма Российской Федерацией
22 февраля 2014 года после ожесточённого противостояния в Киеве занимавший на тот момент пост президента Украины Виктор Янукович 24 февраля бежал в Россию, а руководство государством перешло сторонникам Евромайдана. Запад признал новую украинскую власть во главе с Александром Турчиновым, однако Россия назвала её нелегитимной.
Операция по захвату Крыма Россией началась 20 февраля 2014 года, ещё до бегства Виктора Януковича из Киева и победы Евромайдана. С 23 февраля крымские пророссийские активисты организаций «Русский блок» и «Русское единство» начали устраивать митинги на территории полуострова и создали «самооборону Крыма», а Севастополь быстро оказался под контролем «народного мэра» Алексея Чалого. 27 февраля отряды российских военных без опознавательных знаков захватили в Симферополе здания парламента и правительства Автономной Республики Крым и взяли под контроль местные органы власти, а вскоре российские войска захватили все остальные стратегические объекты в Крыму, не встретив силового сопротивления со стороны Украины.
27 февраля на заседании СНБО министр обороны Украины Игорь Тенюх заявил, что на киевском, харьковском и донецком направлениях Россия сосредоточила 38 тысяч военных, а боевой состав российских сил в Крыму превышает 20 тысяч человек. В то же время он сказал, что Украина может собрать боеспоспособную группировку всего лишь в 5000 человек и заявил, что «если российские части войдут утром со стороны Черниговской области, то к вечеру они уже будут в Киеве». О неготовности Украины к войне говорили и другие члены высшего руководства страны. По словам украинской стороны, страны Запада также призывали Украину не совершать никаких резких действий, чтобы не дать повод России к войне. При этом, по словам тогдашнего временно исполняющего обязанности президента Украины Александра Турчинова, украинское руководство рассматривало различные варианты военного ответа на действия России, в том числе переброску десантников с материковой Украины на Крымский полуостров, однако от этих планов было решено отказаться.
Во время аннексии Крыма в 2014 году украинские ВМС потеряли 80 % своего потенциала, включая корабли, береговую инфраструктуру и военно-морские базы. В ходе блокады российскими силами украинского флота в Донузлаве, где была Южная военно-морская база украинских ВМС, Украина потеряла 13 боевых кораблей.
16 марта новые власти Крыма проводят референдум о статусе Крыма, а 18 марта Россия включает в свой состав Крым и Севастополь. Успешность российских действий обеспечили заблаговременное планирование Россией операции по захвату Крыма и её быстрое проведение в тот момент, когда новые власти Украины пытались восстановить порядок в Киеве. С конца февраля российские спецслужбы начинают предпринимать попытки дестабилизации Украины с помощью информационных кампаний в социальных сетях.

#### Последующие конфликты вокруг Крыма
- Весной 2014 года после российской аннексии Крыма Украина установила дамбу на Северо-Крымском канале, чем перекрыла подачу воды на полуостров[165]. До этого в Крым по этому каналу поступало 85 % пресной воды, 80 % которой использовалось для нужд сельского хозяйства, а 20 % — для снабжения населения[165]. На полуострове образовался хронический дефицит воды[165].
- 18 сентября 2015 года украинские народные депутаты и лидеры Меджлиса крымскотатарского народа Мустафа Джемилев и Рефат Чубаров выступая в селе Чонгар Херсонской области на границе с Крымом объявили о начале акции по гражданской блокаде Крыма[166][167]. Организаторы требовали деоккупации Крыма, соблюдения прав крымских татар, освобождения 7 заключённых и допуска в Крым деятелей, которым был запрещён въезд российскими властями[166]. Спустя два дня участники акции на всех основных трёх дорогах, которые связывают полуостров с материковой Украиной, перекрыли движение грузовых автомобилей, пропуская только легковые машины и пешеходов[166]. В акции принимали участие активисты из «Азова», «Айдара» и «Правого сектора»[168]. 22 ноября 2015 года после нескольких взрывов на линиях электропередач на территории Херсонской области в Крыму наступил блэкаут[169]. В последующие полгода правительство Украины официально ограничило поставки товаров в Крым[170][171].
- В ночь с 7 на 8 августа 2016 года в окрестностях крымского села Суворово, находящегося вблизи границы Крыма и Херсонской области, произошёл инцидент со стрельбой, в результате которого погибли двое российских военнослужащих[172][173]. Россия обвинила Украину в том, что её диверсионные группы пытались прорваться на Крымский полуостров с целью «дестабилизации региона»[172][174]. Официальный Киев заявил о том, что российские военнослужащие из ВС РФ и ПС ФСБ стреляли друг в друга[175]. Позднее украинские и российские источники утверждали, что группой украинских диверсантов мог руководить будущий глава ГУР МО Кирилл Буданов[176][177].
- В 2016 году Россия начинает строить Крымский мост через Керченский пролив[178]. На фоне блокады Украиной транспортный перевозок со своей территории в Крым, Кремлю было необходимо обеспечить беспрепятственный доступ к аннексированному полуострову[179][180]. Автомобильное сообщение по Крымскому мосту было открыто в мае 2018 года[181], а в декабре 2019 году по мосту началось движение поездов[182]. Строительство моста вызвало осуждение со стороны Украины и Запада[181][183]. Украина заявляла, что «строительство в оккупированном Крыму нарушает международное морское право» и негативно влияет на логистику перевозок в Азовском море, ведя к убыткам украинских портов в Бердянске и Мариуполе[178][183]. Из-за параметров Крымского моста возможность захода в Мариуполь ряда кораблей стала невозможной[184]. В результате в Мариупольский порт стал закрыт доступ более 100 судам, которые ранее заходили в Мариуполь[185].
- После аннексии Крыма Украина объявила закрытыми крымские порты, заявив что посещения суднами портов Крыма нарушает международное морское право[186]. В марте 2018 года российский[t] рыболовный сейнер «Норд» был задержан в Азовском море у берегов Запорожской области морской охраной Госпогранслужбы Украины по обвинению в нарушении украинских законов о порядке посещения Крыма[187]. Россия восприняла эти действия украинской стороны как провокацию[186], в мае 2018 года российские пограничники задержали украинское рыболовецкое судно ЯМК-0041[188]. С мая 2018 года российские власти значительно усиливают конфронтацию с Украиной в Азовском море[укр.][189]. Россия начала регулярные задержки суден, следовавших из украинских портов в Азовском море через Керченский пролив в Чёрное море[186]. Это наносило убытки судовладельцам и ухудшало экономические условия для украинских портов[190].
- В 2018 году в ответ на наращивание Россией военного потенциала в Азовском море Украина решение передислоцировать из Одессы в Бердянск группу малых военных кораблей[191]. В конце сентября 2018 года два судна украинских ВМС беспрепятственно совершили переход из Чёрного в Азовское море, что стало первый случаем пересечения украинскими военными кораблями Керченского пролива со времён аннексии Крыма в 2014 году[192]. Второй рейд украинских военных кораблей в Азовское море состоялся 25 ноября 2018 года[191]. Однако три судна украинских ВМС, следовавших из Одессы в Мариуполь, на подходе к Керченскому проливу были встречены российскими пограничными катерами[193]. Россиянами украинские судна были обстреляны, в результате чего несколько моряков Украины были ранены[193]. Украинские корабли были задержаны российскими силами и вместе с экипажами доставлены в Керчь[193]. В плен попало 24 украинских моряка[194]. В ответ на инцидент в Керченском проливе 26 ноября 2018 года Украина впервые в своей современной истории ввела военное положение[195][196]. Военное положение было введено сроком на один месяц в десяти областях[196].
- 23 июня 2021 года британский эсминец «Defender» совершал переход из Одессы в Грузию[197]. По утверждениям министерства обороны России, в районе мыса Фиолент британский эсминец пересёк государственную границу РФ, после чего «российские военные открыли предупредительный огонь по курсу британского эсминца»[197][198]. Однако министерство обороны Великобритании заявило, что такого инцидента не было и по британскому кораблю предупредительных выстрелов не производилось[197]. Британские власти заявили, что эсминец совершал «мирный проход по украинским территориальным водам в соответствии с нормами международного права», а россияне проводили в Чёрном море учения со стрельбой[197].

### Пророссийские протесты на Украине
В 2014 году российские власти планировали повторить «крымский сценарий» и на юго-востоке Украины. Целью Кремля было создание «конгломерата непризнанных квазигосударственных образований», которые должны были обеспечить сухопутный коридор России к Крыму и Приднестровью. Так, с февраля 2014 года начались попытки создания «Новороссии», которая должна была включить в свой состав территории восьми украинских областей: Харьковской, Днепропетровской, Донецкой, Луганской, Запорожской, Херсонской, Николаевской, Одесской. 17 апреля 2014 года российский президент Владимир Путин публично заявил: «Напомню, что это — Новороссия. И этот Харьков, Луганск, Донецк, Херсон, Николаев, Одесса — не входили в состав Украины в царские времена. Это всё территории, которые были переданы в Украину советским правительством. Зачем они это сделали, Бог его знает». При этом Москва официально настаивала на федерализации Украины, с таким же требованием выступали пророссийские активисты в ходе митингов на юго-востоке Украины. По мнению Москвы, Украина должна была передать своим регионам широкую автономию в вопросах экономики, финансов, внешней торговли, языковой политики, религии, образования. МИД Украины заявил, что единственная цель предложения о федерализации — «расколоть и уничтожить украинскую государственность»; украинские дипломаты также отмечали «парадокс президента Путина, который является сторонником центрального правления в России, но выступает за противоположную модель на Украине». 8 апреля 2014 года Госдепартамент США заявил, что протесты в южных и восточных областях Украины были подготовлены и финансово поддержаны Россией.
Первоначально события на юго-востоке Украины в ходе «русской весны» разворачивались по схожему с Крымом пути с вооружённым захватом административных зданий и объявлением референдумов. Массовые протесты русскоязычного населения должны были стать поводом для вмешательства российских войск. Но «крымский сценарий» в других регионах Украины не прошёл, так как там не было столь мощных пророссийских настроений, которые существовали в Крыму, и отсутствовал фактор российского Черноморского флота. С февраля по май 2014 года в Одессе и в Харькове при содействии России продолжалось гражданское противостояние, но в других областях юго-восточной Украины — Днепропетровской, Запорожской, Херсонской, Николаевской — пророссийские выступления и вовсе не имели сколь-нибудь значительной общественной поддержки. Однако в Донбассе началась затяжная война.

### Война в Донбассе

#### Фаза активных боевых действий (апрель 2014 — февраль 2015)
В период с 12 по 14 апреля российским спецназом во главе с российским полковником ФСБ в отставке Игорем Гиркиным был захвачен ряд административных зданий в городах Донецкой области: Славянск, Краматорск, Артёмовск, Лиман, Дружковка, Енакиево, Макеевка, Мариуполь, Горловка, Харцызск, Ждановка и Кировское. В середине апреля российские граждане взяли на себя командование сепаратистским движением.
13 апреля 2014 г. и. о. президента Украины Александр Турчинов заявил, что начинает широкомасштабную антитеррористическую операцию с привлечением Вооружённых Сил Украины, чтобы «остановить разгул терроризма», организованного российскими спецслужбами в восточных регионах Украины.
В тот же день состоялся первый бой в российско-украинской войне в Донбассе. Боевики диверсионного подразделения полковника ФСБ Игоря Гиркина в окрестностях Славянска обстреляли группу украинских спецназовцев ЦСО СБУ «А». На помощь альфовцам пришли десантники 80-й бригады ДШВ. Тогда Украина в Донбассе понесла свои первые потери.
28 апреля в Луганске пророссийские силы объявили о создании ЛНР и начали захватывать административные здания Луганской области. За период 28 апреля — 2 мая были захвачены: Станица Луганская, Луганск, Красный Луч, Первомайск, Алчевск, Антрацит, Свердловск, Стаханов.
11 мая были проведены референдумы о независимости самопровозглашённых ДНР и ЛНР. По их данным, за независимость проголосовало 89,07 % и 96,2 % соответственно.
22 мая произошло нападение на блокпост сил антитеррористической операции (АТО) под Волновахой, сепаратисты ночью нанесли неожиданный удар украинской армии, 18 военнослужащих были убиты.
13 июня 2014 года украинские войска вернули контроль над Мариуполем. 14 июня пророссийские силы сбили Ил-76 Вооружённых сил Украины, доставлявший военных в Луганский аэропорт, в результате которого погибли 49 человек, в том числе экипаж самолёта. В тот же день были совершены многочисленные нападения пророссийских вооружённых формирований на блокпосты сил АТО, во время которых были убиты 6 военнослужащих. Всего за день потери украинских силовиков составили 55 человек.

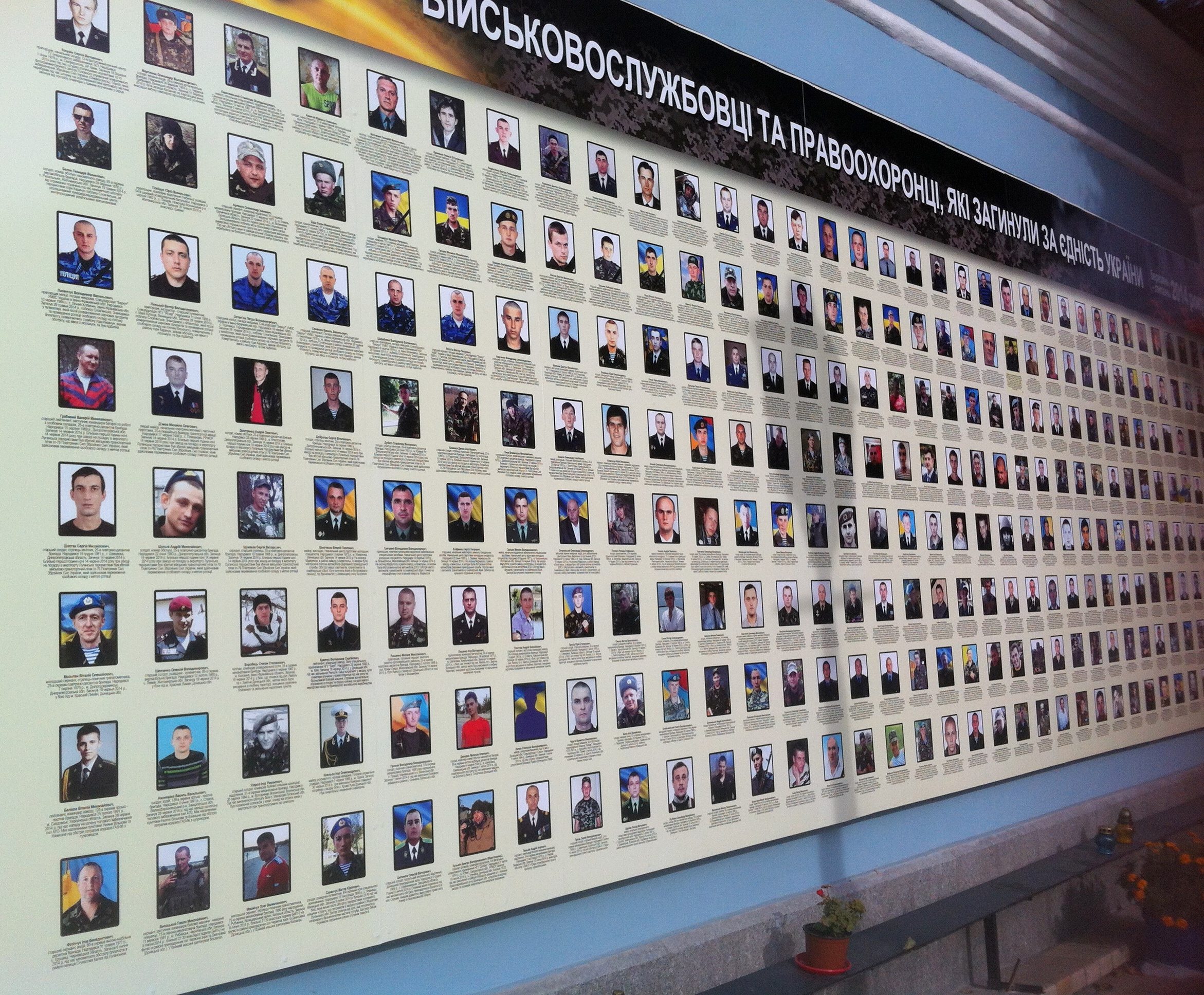
Павшие украинские солдаты

После совещания СНБО Пётр Порошенко решил продлить одностороннее перемирие с 27 по 30 июня. Решение вызвало широкое возмущение в обществе, армии и добровольческих батальонах.
5 июля пророссийские силы отступили из Славянска, украинские войска заняли город, подняли флаг Украины. Колонны вооружённых формирований отступили и из Краматорска, около 1 тысячи бойцов во главе с полковником ФСБ РФ в отставке Игорем Гиркиным (более известным как Стрелков) колонной двинулись в Донецк. В тот же день от сепаратистов были освобождены Краматорск, Дружковка, Константиновка. Все силы сепаратисты бросили на оборону Донецка, Луганска, Горловки, покидая другие населённые пункты.
17 июля контролируемые РФ пророссийские боевики из приехавшего из России ЗРК «Бук» сбили пассажирский «Боинг-777» рейса МН17 Амстердам — Куала-Лумпур, в результате чего погибли все находившиеся на борту 298 человек. Расследование Объединённой международной группы пришло к выводу, что «Боинг» был сбит ракетой из ЗРК «Бук», принадлежавшей российской 53-й зенитной ракетной бригаде и запущенной с территорий под контролем ДНР. Крушение «Боинга» повлекло за собой новую волну международных санкций западных государств против России.
Во второй половине августа 2014 года добровольческие подразделения и отряды ВСУ общей численностью около 1500 человек предприняли попытку пробиться к важному
железнодорожному узлу — городу Иловайск, но по данным ряда украинских и западных СМИ Россия применила свои регулярные войска, в результате чего было окружено, погибло и попало в плен значительное количество (от 229 до 459 погибло) украинских военных. Воспользовавшись поражением подразделений ВС Украины под Иловайском, подразделения РФ и ДНР продвинулись на запад и захватили Тельмановский район с побережьем Азовского моря до Мариуполя. Эти события вскоре стали одной из причин заключения 5 сентября 2014 г. Минских соглашений по временному прекращению огня на фронте и началу политического урегулирования. Окончательный срыв Минских договорённостей фактически произошёл в середине января 2015 на фоне масштабного наступления войск РФ и ДНР на Дебальцевский плацдарм и Донецкий аэропорт, которые в итоге были захвачены.
Данный этап вооружённого противостояния закончился ратификацией «Второго Минского договора» 12 февраля, в которых декларировались прекращение огня с 15 февраля, отвод тяжёлых вооружений и артиллерии, проведение выборов в соответствии с украинским законодательством, вывод иностранных войск и техники, прекращение экономической блокады региона, разоружение всех незаконных групп, передача границы под контроль Украины после проведения выборов и конституционная реформа с учётом особенностей самоуправления в отдельных районах Донецкой и Луганской областей.
1 января 2015 года в Лутугино из реактивных огнемётов был сожжён кортеж Александра Беднова-«Бэтмена», выполнявшего функции министра обороны ЛНР в августе 2014 года, а затем назначенного начальником штаба 4-й мотострелковой бригады.

#### Фаза позиционных боёв (февраль 2015 — февраль 2022)
После заключения «Минска-2» стороны конфликта развернули локальные позиционные бои в т. н. «серой зоне», пытаясь улучшить свой огневой контроль над дорогами, которые проходят вдоль линии фронта. Продолжились взаимные обстрелы, однако с существенно меньшей эффективностью и с использованием артиллерии меньшего калибра.
10 февраля 2015 года украинские силы в ходе контрнаступления на Широкино отбросили линию фронта в 20 км от Мариуполя.
По данным разведки США, с апреля 2014 по март 2015 года в Донбассе погибли 400—500 военнослужащих РФ.
7 марта 2015 возле посёлка городского типа Михайловка произошло неудачное покушение на командира бригады «Призрак» Алексея Мозгового. 23 мая 2015 года на том же месте произошло второе покушение, в результате которого Мозговой был убит.
3 июня 2015 г. в Донбассе снова вспыхнули активные боевые действия. В тот день отряды ДНР атаковали Марьинку. Бой, где были задействованы артиллерия и танки, был назван самым тяжёлым боем с момента подписания второго минского соглашения.
12 декабря 2015 года казачий атаман Всевеликого Войска Донского Павел Дрёмов, направляясь на празднование собственной свадьбы на угнанном у местного предпринимателя автомобиле, был взорван заложенной в автомобиле взрывчаткой.
Летом 2016 года наблюдался рост активности взаимных обстрелов и локальных боёв, наиболее интенсивной горячей точкой оставалась так называемая «Донецкая дуга» Марьинка — Авдеевка — Пески.
В конце января 2017 года было сильное обострение под Авдеевкой, когда диверсионно-разведывательные группы сепаратистов с предварительным применением тяжёлой артиллерии совершили несколько попыток захватить авдеевскую промзону. Эти атаки были успешно отбиты (с небольшими потерями среди личного состава) ВСУ. Число погибших сепаратистов исчисляется десятками.
По состоянию на июнь 2017 года в зоне АТО находились 34 тысяч бойцов Вооружённых сил Украины.
В ноябре 2017 года в связи с началом политического кризиса в ЛНР украинская армия перешла в наступление, взяв некоторые территории, подконтрольные ЛНР и ДНР. В частности, украинскими военными были заняты посёлки Травневое и Гладосово.
С 30 апреля 2018 года был изменён формат операции с антитеррористической на Операцию объединённых сил (ООС) — общевойсковую операцию под контролем вооружённых сил в тесной координации с другими силовыми органами.
31 августа 2018 года в Донецке детонацией взрывчатого вещества в кафе «Сепар» был убит глава ДНР Александр Захарченко.
26 июня 2019 года по приказу нового президента Украины Владимира Зеленского украинские военные разобрали свой блокпост и отошли с одной из позиций в Станице Луганской. При этом блокпост ВС ЛНР был укреплён и остался на старых позициях.
1 октября 2019 года Владимир Зеленский заявил, что условием российского президента Владимира Путина для встречи в нормандском формате является выполнение Украиной формулы Штайнмайера и разведение войск на определённых участках фронта. 29-31 октября украинские войска покинули Золотое.
9 ноября 2019 года ВСУ покинули свои позиции и отошли от Петровского и Богдановки.
Во время встречи в Париже 9 декабря 2019 года лидеры нормандской четвёрки договорились о новом разведении сил на трёх участках вдоль линии разграничения в Донбассе. Также стороны договорились обменять всех оставшихся военнопленных до конца 2019 г., работать над новыми выборами в Донбассе и запланировать дальнейшие переговоры.

#### Боевые действия на территории России
Во время начала войны в Донбассе в 2014 году, особенно летом, сообщалось о нескольких артиллерийских атаках на западной части России, особенно в Ростовской области. Украина отвергала ответственность за обстрелы, заявив, что это была атака пророссийских боевиков под чужим флагом, чтобы спровоцировать Москву на открытое вмешательство в их защиту.

#### Силы сторон
Украинские силы в Донецкой и Луганской областях насчитывали 60 000 военнослужащих в июне 2015 года.
По данным ВСУ и МВД Украины, по состоянию на июнь 2018 года оккупационные войска РФ в Донбассе насчитывали около 35 тысяч военнослужащих. В них входят как регулярные российские войска, дислоцирующиеся на востоке Украины, так и силы местных коллаборантов. Кроме того, в их распоряжении есть почти 500 танков, более 800 бронемашин, около 750 артиллерийских систем и многое другое вооружение.

## Полномасштабное вторжение России на Украину (с февраля 2022)

### Кризис 2021—2022 годов
В феврале 2021 года обстановка в Донбассе обострилась, а на Украине и в России заговорили о возможности большой войны. Весной 2021 года Россия стянула к восточным украинским границам около ста тысяч военных, что стало максимальной концентрацией войск РФ вблизи Украины с 2014 года, объясняя это проведением военных учений. 22 апреля министр обороны России Сергей Шойгу объявил о успешном окончании учений и возвращении войск в места постоянной дислокации, однако военные эксперты отмечали, что Россия оставила часть своих сил, и прежде всего тяжёлую технику, вблизи украинских границ несмотря на официальные заявления.
В конце октября 2021 года несколько американских СМИ, ссылаясь на данные разведки США, сообщили что Россия вновь начала концентрировать свои войска на границах Украины. Резко возрастает международная напряжённость вокруг России и Украины, которую многие наблюдатели сравнивали с Карибским кризисом 1962 года. В декабре Россия выдвинула «ультиматум Путина» к США и НАТО, который Запад отклонил. В то время как западные политики и СМИ с конца января 2022 года говорили о том, что Россия завершила подготовку ко вторжению на Украину, российские власти отрицали наличие агрессивных планов и обвиняли Запад в провокациях.
В феврале 2022 года резко обостряется ситуация в Донбассе, а западные политики заявляли, что Россия готовит повод к новому вторжению на Украину. 21 февраля 2022 года российский президент Владимир Путин признал независимость ДНР и ЛНР. 22 февраля Россия начала официальный ввод войск в ОРДЛО, а 24 февраля — полномасштабное вторжение на Украину.

### Вторжение на Украину 2022 года

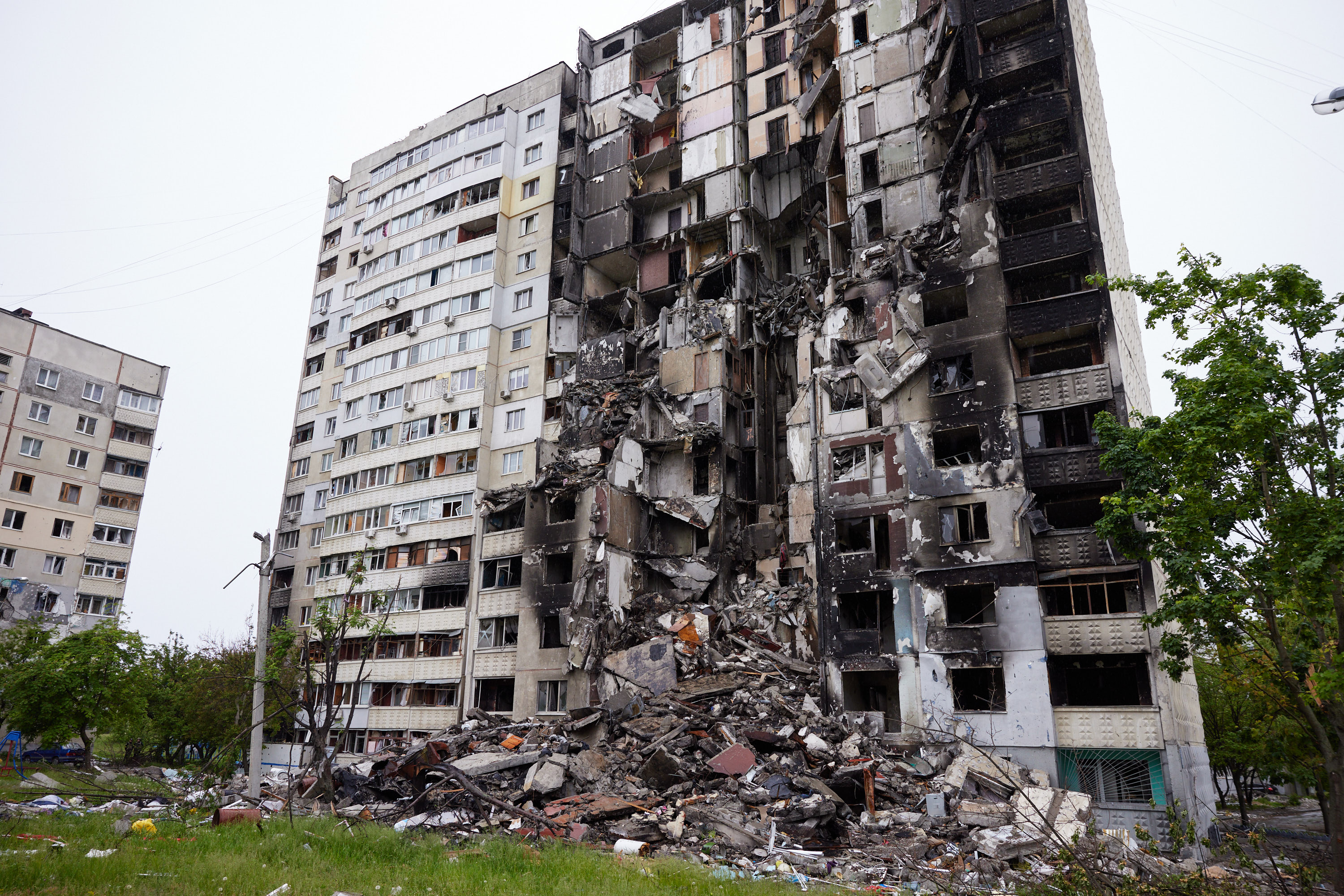
Харьков, 29 мая 2022 года

Карта голосования по Резолюции Генеральной Ассамблеи ООН ES-11/1, осуждающей вторжение России на Украину.
----
За
Против
Воздержались
Отсутствовали

Рано утром 24 февраля 2022 года Россия без объявления войны начала полномасштабное вторжение на Украину. Российские войска приступили к интенсивным обстрелам подразделений ВСУ на востоке и пересекли границу по всей её длине, вторгнувшись в том числе с территории Беларуси, а также нанесли ракетно-бомбовые удары по аэродромам и складам оружия по всей территории Украины. Инфраструктура ИКТ на Украине ухудшилась в результате кибератак и бомбардировок армией России. Верховная Рада Украины единогласно приняла введение военного положения.
Были оккупированы несколько украинских городов и стратегически важных сооружений, в том числе Чернобыльская АЭС. До 8 апреля 2022 года Вооружённые силы Украины полностью освободили Киевскую, Житомирскую, Черниговскую и Сумскую области. 22 апреля 2022 года Министерство обороны Российской Федерации объявило целью войны полный контроль над Донбассом. При этом, по мнению экспертов, реальной причиной вторжения был нерациональный империализм, а целью — русификация и уничтожение Украины как независимого государства с последующим включением её территории в состав РФ, что должно было восстановить славу России как империи. В ноябре 2022 года была освобождена правая часть Херсонской области и вся Николаевская область. В августе 2024 года началось наступление на западе Донеччины, которое к декабрю замедлилось, однако не прекратилось. В том же месяце началась битва за Курскую область РФ, которая длится и сегодня.

#### Бои на территории РФ. Начало вторжения в Курскую область
После начала полномасштабного российского вторжения на территорию Украины приграничные регионы России стали подвергаться ответным обстрелам. В октябре 2022 года количество обстрелов приграничных регионов выросло в пять раз по сравнению с летними месяцами, губернаторы сообщали об атаках иногда по несколько раз в день. Местные власти построили линии обороны, организовали «народные дружины», однако местных жителей больше волновало состояние убежищ и переселение из приграничных районов. При этом власти не спешили эвакуировать жителей, которые постоянно находятся под огнём. Если поначалу снаряды долетали лишь до небольших сёл возле границы, то постепенно всё чаще целями атак становились объекты за тысячи километров от границы. Частота «прилётов» продолжала расти: в феврале 2023 года сообщалось об обстрелах рекордные 74 раза, а всего с начала вторжения регионы (включая аннексированный Крым), по подсчётам «Новой газеты Европа», подверглись обстрелам не менее 480 раз. За первые 500 дней вторжения на Украину (к 8 июля 2023 года) более 260 российских населённых пунктов подверглись атакам (включая рейды) и обстрелам.
В августе 2024 года начался новый этап боевых действий — в Курской области. Украина наращивала войска в соседней с Курской Сумской области, а обстрелы российской территории участились намного сильнее, чем было в предыдущих месяцах.
В ночь на 6 августа 2024 года Вооружённые силы Украины перешли международно признанную государственную границу России и начали наступательную операцию в Курской области, установив контроль над территорией в 1100 км². 14 августа была взята Суджа, а к сентябрю — почти весь Суджанский район. В сентябре ВСУ потеряли часть территории Курской области, контролируемой ранее.
Небольшие пункты, такие, как Казачья Локня, Олешня, Малая Локня, Лебедевка, Гончаровка, Заолешенка, Замостье, Мирный, Горналь, Гуево, Николаево-Дарьино, Свердликово, Погребки, Бердин, Мартыновка, Черкасское и Русское Поречное, Русская и Черкасская Конопелька были взяты ВСУ. В январе 2025 года украинские войска начали наступательную операцию в районе Большесолдатского района, однако добились небольшого успеха, взяв Бердин, Круглик и Новосотницкий.
К середине марта 2025 года российские войска вернули контроль над около 90 % территории (включая город Суджа), ранее захваченной ВСУ.

## Кибервойна
Российско-украинская кибервойна — информационная составляющая противостояние между Россией и Украиной. Её можно разделить на два ключевых уровня. Первый — «классические» киберпреступления — как совершенно оригинальны, так и уже обычны, для своей реализации они нуждаются только в современных информационных технологиях. Второй — преступления, характерные для геополитической борьбы (или такие преступления на местном уровне, имеющие потенциал повлиять на политическое положение государства): хактивизм, кибершпионаж и кибердиверсии. В то же время техники осуществления атак в обоих случаях демонстрируют немало общего. Например, фишинговые техники могут быть использованы как для завладения средствами граждан, так и с целью кибершпионажа.
Первые атаки на информационные системы частных предприятий и государственные учреждения Украины фиксировали во время Евромайдана.
Российско-украинская кибервойна стала первым конфликтом в киберпространстве, когда была совершена успешная атака на энергосистему с выведением её из строя. Так, по мнению Администрации Президента США, хакерская атака на Украину со стороны России в июне 2017 года с использованием вируса NotPetya стала самой известной хакерской атакой.

## Потери

### Аннексия Крыма Российской Федерацией
Во время захвата Крыма Россией с 23 февраля по 18 марта 2014 года на полуострове погибло шесть человек. Среди погибших были трое общественных активистов (два пророссийских и один проукраинский), двое украинских военнослужащих (один из них — Сергей Кокурин) и один российский военный.

### Война в Донбассе
Первой известной смертью от боевых действий в Донбассе является гибель капитана СБУ Геннадия Беличенко 13 апреля 2014 года под Славянском, который в составе отряда антитеррористического спецподразделения «Альфа» был направлен в захваченный накануне штурмовой группой Игоря Гиркина город. В тот же день, 13 апреля, в результате боёв на блокпосту Славянска погиб житель Донецка Рубен Аванесян. Он стал первым убитым из числа пророссийских сепаратистов. Первой известной гражданской жертвой в войне в Донбассе является Владимир Рыбак, депутат Горловского городского совета, который был похищен сепаратистами 17 апреля 2014 года и найден казнённым 19 апреля. Вероятная дата смерти — 18 апреля.
Общее количество подтверждённых смертей в войне в Донбассе, начавшейся 6 апреля 2014 г., оценивается ООН в 14 200-14 400 до 31 декабря 2021 г., включая небоевые потери военнослужащих. Большинство смертей произошло в период ведения активных боевых действий до подписания Вторых Минских соглашений. В это число входят 3404 погибших среди гражданского населения. Большинство смертей среди гражданского населения также произошло в начале войны, в 2014 и 2015 годах. С 2016 по 2021 год было зарегистрировано 365 смертей гражданских лиц, и только в 2021 году — 25.
По данным «Книги памяти погибших за Украину», потери силовых структур Украины (ВСУ, Национальная гвардия и добровольцы) с 18 марта 2014 по 23 февраля 2022 года составляют 4551 убитых. Из них: 1789 — в 2014 году, 1204 — в 2015, 530 — в 2016, 356 — в 2017, 224 — в 2018, 190 — в 2019, 108 — в 2020, 132 — в 2021, 18 — в 2022. Со стороны вооружённых формирований ЛДНР потери по данным непризнанных республик оцениваются в 5,795 убитых и 12700-13700 раненых. По данным УВКПЧ ООН — 6517 убитых.
Группа OSINT-исследователей «Necro Mancer», занимающаяся документацией и анализом событий российско-украинской войны, по состоянию до 23 февраля 2022 года зафиксировала имена не менее 5855 убитых (включая небоевые потери) российских солдат и членов вооружённых формирований ЛДНР, начиная с марта 2014. В 2014 году было зафиксировано 1654 убитых, в 2015—1508, в 2016—655, в 2017—598, в 2018—443, в 2019—413, в 2020—308, в 2021—251, в 2022 — 25.
По данным ВСУ, к 5 марта 2021 г. по небоевым причинам в Донбассе погибло 1175 украинских военнослужащих. Впоследствии военные не публиковали новые данные о своих небоевых потерях, заявляя, что они могут считаться государственной тайной.

#### Пропавшие без вести
На начало июня 2015 года прокуратура Донецкой области сообщила о пропаже без вести 1592 мирных жителей в подконтрольных правительству районах, 208 из которых были установлены. В то же время, согласно отчёту ООН, пропало без вести 1331—1460 человек, в том числе не менее 378 военнослужащих и 216 гражданских лиц. Также подтверждено, что 345 неопознанных тел, в основном солдат, находятся в моргах Днепропетровской области или захоронены. Всего на конец октября, по данным правительства, пропало без вести 774 человека, в том числе 271 солдат. На конец декабря 2017 года количество подтверждённых пропавших без вести с украинской стороны составило 402 человека, в том числе 123 военнослужащих. ЛНР и ДНР также сообщили о 433 пропавших без вести на их стороне к середине декабря 2016 г. и о 321 пропавшем без вести к середине февраля 2022 г.

#### Пленные
По состоянию на середину марта 2015 года, по данным Службы безопасности Украины (СБУ), 1553 сепаратиста выпущены на свободу в ходе обмена пленными между двумя сторонами. Впоследствии к концу февраля 2016 года украинские власти выпустили ещё 322 человека, а к сентябрю ЛНР и ДНР выпустили на волю 1598 сотрудников силовых структур Украины и 1484 гражданских лица. По состоянию на конец марта 2016 г. украинские силы все ещё удерживали 1110 членов вооружённых формирований самопровозглашённых республик. В декабре число пленных сепаратистов уменьшилось до 816. В конце мая 2015 года освобождён из плена украинский командир Олег Кузьминых, попавший в плен во время боя за Донецкий аэропорт.
По состоянию на 29 декабря 2017 года, по данным уполномоченной Верховной Рады по правам человека Валерии Лутковской, в украинских тюрьмах находятся около 320 граждан РФ, из которых около 20 участвовали в боевых действиях в Донбассе и Крыму.
По состоянию на 9 ноября 2018 года, в плену у России и на оккупированных ею территориях Крыма и Донбасса находилось около 600 украинских военных и политических заключённых.
По состоянию на 18 февраля 2019, в плену в Донбассе находился 41 военнослужащий, из которых 4 попали в плен в 2019 году.
По состоянию на июнь 2021 в списке Украины для обмена пленными с ОРДЛО находились 285 человек.

#### Иностранные военнослужащие
Иностранные добровольцы были вовлечены в конфликт, сражаясь с обеих сторон. В НПО «Груз 200» сообщили, что задокументировали гибель 1479 граждан России в боях в составе сил ЛДНР. Два киргиза и один грузин также были убиты, сражаясь на стороне сепаратистов. Кроме того, на украинской стороне погибли по меньшей мере 233 гражданина Украины иностранного происхождения и 19 иностранцев. Одним из убитых был бывший командир чеченских повстанцев ЧРИ Иса Мунаев.
В конце августа 2015 г., согласно сообщениям российского новостного сайта Business Life («Деловая жизнь»), к 1 февраля 2015 г. на Украине было убито 2000 российских солдат. В начале марта 2018 года журналист и координатор группы «Информационное сопротивление» Дмитрий Тымчук опубликовал список из 103 фамилий кадровых российских военных, которые погибли в Донбассе в 2014 году.

#### Техника
По данным, полученным агентством Defense Express от Министерства обороны Украины, во время активных боёв в Донбассе 2014—2016 годов боевые повреждения получили 2576 единиц бронетанкового вооружения и техники ВСУ (танки, БМП, бронетранспортёры и другие бронированные машины), из них 391 единица подлежала восстановлению, то есть была утрачена. Наибольшие потери вооружённых сил Украины в бронетехнике получили в 2014 году. За первый год войны было повреждено 2410 единиц бронетехники, из которых 475 — танков, 1166 — БМП, 338 — БТР и 161 единица — других видов бронетехники. Из них не подлежали восстановлению, то есть считаются необратимыми потерями, 69 танков, 172 БМП, 61 БТР и 23 других бронемашины. В 2015 году потери ВСУ в бронетехнике составили 410 повреждённых единиц. Из них — только 61 потерянная. Всего за второй год войны были повреждены 44 танка, 246 БМП, 78 БТР и 42 других единицы бронетехники. Из них потеряно 10 танков, 40 БМП, 4 БТР и 7 других машин. 2016-й стал периодом окончательного перехода от активных боевых действий к позиционной войне и действий диверсионно-разведывательных групп. В этих условиях основными угрозами украинской бронетехнике стали противотанковые ракетные комплексы, фугасы и мины. Defense Express известна точная статистика потерь в бронетехнике только в первом полугодии 2016 года. За этот период было повреждено 3 БМП и 23 БТР, из них потеряно 2 БМП и 3 БТР.

### Полномасштабная война

#### Иностранные военнослужащие
Иностранные бойцы были вовлечены в войну с обеих сторон. В начале полномасштабного вторжения РФ в Украине был создан Интернациональный легион, в составе которого есть добровольцы из десятков стран мира. Информация о точном количестве бойцов конфиденциальна. Россия также вовлекала иностранные вооружённые формирования из союзных ей стран. В ходе полномасштабного вторжения в Украину на 5 декабря 2023 года BBC удалось установить имена по меньшей мере 254 погибших иностранных граждан, воевавших на российской стороне. Среди них — граждане Непала, Ирака, Замбии, Таджикистана и других стран. Украинскому изданию «Слово и дело» на 9 октября 2023 года удалось установить имена по крайней мере 170 погибших иностранных граждан, воевавших на украинской стороне. Самые высокие потери у военных по странам — у граждан Грузии, Беларуси, США и Азербайджана.

#### Военнопленные

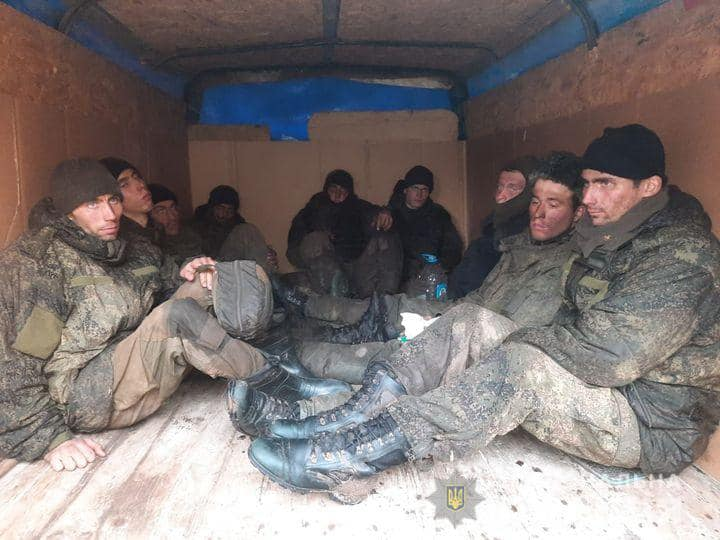
Российские солдаты, захваченные в плен во время битвы за Сумы. Март 2022

Во время вторжения было много случаев захвата пленных как украинскими, так и российскими войсками.
Россия утверждала, что ко 2 марта 2022 г. захватила в плен 572 украинских солдат, в то время как Украина заявила, что 562 российских солдата находились в плену по состоянию на 20 марта. 5 октября 2022 года была озвучено число в 400 захваченных военнослужащих ВС РФ в ходе Слобожанского контрнаступления ВСУ. 7 ноября стало известно, что в Украине из-за большого количества российских военнопленных в ближайшее время откроется новый лагерь для их содержания.
24 марта 2022 состоялся первый полноценный обмен пленными, когда были обменяны 10 российских и 10 украинских военнослужащих, а также 11 российских и 19 украинских гражданских моряков. Среди освобождённых украинских солдат был Роман Грибов, один из 13 украинских пограничников, взятых в плен во время захвата острова Змеиный. Именно ему приписывали авторство известной фразы «Русский военный корабль, иди на хуй». Позже, 1 апреля, 86 украинских военнослужащих были обменяны на неустановленное количество российских военнослужащих.
Крупнейший (по состоянию на май 2023 года) обмен пленными состоялся 21 сентября 2022 года. 215 украинских солдат, в том числе более 100 бойцов полка «Азов», были обменяны на 55 российских военнослужащих и украинского депутата Виктора Медведчука. Всего (по состоянию на конец апреля) домой были возвращены более 2200 украинских пленных. По состоянию на 3 января 2024 года известно, что в российском плену остаются 900 «азовцев» из Мариуполя.

#### Потери техники
По состоянию на 18 декабря 2023 редакторами группы «Oryx» были найдены фото- и видеосвидетельства потери (уничтоженными, повреждёнными, брошенными и захваченными) 13 382 единиц техники со стороны России, 4836 единиц техники — со стороны ВСУ.

#### Переговоры о мире
12 февраля 2025 года состоялся телефонный разговор между президентом США Трампом и Владимиром Путиным, появященный «немедленному» началу переговоров об окончании войны. В состав переговорной группы со стороны США включены: госсекретарь Марко Рубио, советник по нацбезопасности Майк Уолтц, директор ЦРУ Джон Ретклифф и доверенное лицо Трампа Стив Уиткофф. Трамп также сообщил о возможности встречи с Путиным в Саудовской Аравии. Президент Украины не был заранее поставлен в известность о звонке, что вызвало обеспокоенность как на Украине, так и в Европе.

### Комментарии
1. ↑  В основу положены данные BNO News и The American Enterprise Institute for Public Policy Research
2. 1 2  Подконтрольное России марионеточное государственное образование. Формально аннексировано Россией 30 сентября 2022 года.
3. ↑  Президент Леонид Кучма правил Украиной с 1994 года два срока подряд[61]. Осенью 2000  года убийство журналиста Георгия Гонгадзе и связанный с ним «кассетный скандал» приводят к серии массовых антипрезидентских акций протеста (Украина без Кучмы, Восстань, Украина!) в течение 2000-2003 годов и формированию сильной оппозиции в парламенте[61][62].Хотя благодаря спорному решению Конституционного суда Кучма имел право выдвигаться на третий президентский срок, однако он не стал этого делать[61].
4. ↑  Виктор Янукович до своего назначения премьер-министром был главой Донецкой области и считался одной из главных фигур «донецкого клана[укр.]»[63].
5. ↑  В разгар президенской кампании 5 сентября 2004 года Виктор Ющенко получил тяжёлое отравление диоксином[64][65]. Обстоятельства этого отравления так и не были раскрыты, однако Ющенко в рядах своих сторонников получил репутацию «жертвы преступного режима»[66]. Впоследствии ряд журналистов и сам Ющенко будут подозревать российские спецслужбы в причастности к отравлению[67], ставя этот эпизод в один ряд с отравлениями Александра Литвиненко, Скрипалей и Навального[68][69][70], а также Льва Ребета и Степана Бандеры[71].
6. ↑  Также отмечалось, что за Ющенко голосовали преимущественно украиноязычные граждане Украины, а за Януковича — русскоязычные[73].
7. ↑  21 ноября 2004 года состоялся второй тур голосования на президентских выборах на Украине, в котором избиратели выбирали между Виктором Януковичем и Виктором Ющенко. После объявления предварительных официальных результатов голосования, согласно которым с преимуществом в 3 % победил Янукович, сторонники Ющенко и большинство иностранных наблюдателей заявили о фальсицикации итогов выборов[75]. 22 ноября в Киеве начались массовые акции протестов[75]. 28 ноября сторонники Януковича провели в Северодонецке съезд, на котором предложили создать Юго-Восточную Украинскую Автономную Республику в составе 10 украинских регионов со столицей в Харькове, однако развития эта идея не получила[76][77]. 3 декабря Верховный суд Украины назначил повторный второй тур выборов, который состоялся 26 декабря 2004 года. На этот раз победу одержал Виктор Ющенко, а попытки сторонников Януковича  оспорить  результат этого голосования провалились[78]. События имели ненасильственный характер[79][80].
8. ↑  Немецкий политолог Андреас Умланд отмечал, что политический режим на Украине времён «позднего Кучмы» был во многом схож с «ранним путинизмом» в России[83]. При этом он отмечал, что уже к моменту начала Оранжевой революции в России существовала устойчивая тенденция к авторитаризму, чему способствовали такие события как свержение сербского президента Слободана Милошевича в 2000 году, который пользовался популярностью в кругах российских „патриотов“; реакция российской общественности на катастрофу подлодки К-141 «Курск»;  дискуссии в СМИ о  методах освобождения заложников российскими спецслужбами в ходе терактов на Дубровке и в Беслане[83].
9. ↑  В частности, американский политолог Томас Амброзио[англ.] отмечал: «Результаты украинских президентских выборов фундаментально изменили то, как Кремль воспринимает внешнюю поддержку демократии на [постсоветском] пространстве... Вследствие "оранжевой революции" формируется рутинная схема, по которой Россия на постоянные западные жалобы насчёт недостатка свободы и справедливости выборов отвечает обвинениями в лицемерии... Оппоненты режима [Путина внутри РФ] представляются членами "пятой колонны", которые готовы торговать независимостью России для внедрения западных идей. Поддержка российской демократии извне рассматривается как ширма для неоколониализма»[83].
10. ↑  По словам журналиста Михаила Зыгаря, после Оранжевой революции российскому политику Владиславу Суркову Кремлём было поручено разработать «целую антиреволюционную доктрину»[87]. В качестве «противовеса» украинской молодёжной организации Пора! он создал прокремлёвскую  молодёжную организацию Наши[88]. Так как в Оранжевой революции сыграли большую роль независимые от власти СМИ, в первую очередь 5 канал Петра Порошенко, с подачи Суркова в России был усилен контроль за государственным телевидением[87]. Также усиливается давление российских властей на правозащитные организации и НКО, так как на Украине местные аналогичные организации сыграли значительную роль в выборах 2004 года[89]. Сам Сурков начинает активную разработку концепции «суверенной демократии»[90].
11. ↑  Вместе с тем, Верховная Рада отказалась проголосовать за постановление о признании событий в Грузии агрессией со стороны России, за что не голосовала даже фракция Блока Юлии Тимошенко, а сама Юлия Тимошенко на посту премьер-министра была очень осторожной в оценках войны, заигрывая с электоратом Восточной Украины[94].
12. ↑  18 — 21 февраля в Киеве происходят наиболее кровопролитные[укр.] за время Евромайдана столкновения силовиков и протестующих, в ходе которых применялось огнестрельное оружие[116][117]. Согласно официальным данным, в те дни погибло 82 человека (71 демонстрант та 11 правоохранителей)[118] 21 февраля Виктор Янукович и представители оппозиции при посредничестве Евросоюза подписали Соглашение об урегулировании политического кризиса, предусматривавшее проведение внеочередных президентских выборов в декабре 2014 года[119]; однако вечером 21 февраля протестующие на Майдане, включая Правый сектор, отвергли это соглашение, потребовав немедленной отставки Януковича[117]. Хотя представитель России Владимир Лукин присутствовал во время переговоров между оппозицией и Януковичем 21 февраля, однако он отказался подписывать это соглашение[120]. В дальнейшем Россия будет обвинять украинских противников Януковича и Евросоюз в невыполнении этого договора[121][122].
13. ↑  Вечером 21 февраля Виктор Янукович покидает свою резиденцию Межигорье под Киевом и вылетает в Харьков[123]. В Харькове тогда проходил  «Съезд депутатов всех уровней юго-восточных областей Украины, города Севастополя и АР Крым», который заявил, что берёт «на себя всю полноту власти» в этих регионах до момента «обеспечения конституционного порядка в Киеве»[124][125]. Однако Янукович не стал выступать на этом съезде и из Харькова отправляется в Донецк, из Донецка оказывается в Крыму, после чего объявился в российском Ростове-на-Дону, где 28 февраля дал публичную пресс-конференцию заявив, что считает себя «легитимным президентом Украины»[123][126][127]. К бегству Януковича из Украины были причастны российские спецслужбы[123][128][129]. 3 марта на заседании Совбеза ООН представитель России в ООН Виталий Чуркин представил «письмо Януковича» российскому президенту Путину от 1 марта, где Янукович  просил Путина «использовать вооружённые силы Российской Федерации» для «восстановления законности и мира» на Украине[130].
14. ↑  22 февраля спикер Верховной рады Владимир Рыбак подаёт в отставку[132]. Новым спикером избирают  Александра Турчинова[133][134]. В этот же день Верховная рада принимает постановление, что Янукович «самоустранился от исполнения конституционных полномочий президента», в связи с чем на Украине были назначены внеочередные президентские выборы на 25 мая[135][136]. С 23 февраля Турчинов как спикер парламента стал исполняющим обязанности президента Украины[137]. 27 февраля Верховная рада утвердила новое украинское правительство во главе с Арсением Яценюком[138].
15. ↑  С конца 90-х у Турчинова сложилась репутация одного из ближайших соратников Юлии Тимошенко, многолетнего «второго номера» её партии «Батькивщина»[139][140]. 22 февраля 2014 года Юлия Тимошенко выходит на свободу[141], однако весной 2014 года у неё с Турчиновым испортились отношения и накануне осенних парламентских выборов  он вышел из «Батькившины», создав совместно с Арсением Яценюком, Арсеном Аваковым и Андреем Парубием новую политическую силу — «Народный фронт»[142].
16. ↑  Вспоследствие российские власти будут регулярно заявлять, что на Украине «при поддержке США был совершён государственный переворот», что там постоянно «фиксируются выходки национал-радикалов, антисемитов и прочих экстремистов, на которых опирается новая власть», а «людей дискриминируют по признаку национальной принадлежности и языка»[143][144][145][146]. Накануне полномасштабного вторжения на Украину, 21 февраля 2022 года в своей речи о признании ДНР и ЛНР российский президент Владимир Путин в очередной раз заявил, что на Украине при поддержке Запада произошёл «государственный переворот», а «затем „националисты“ устроили „настоящий террор“ в отношении своих противников и „столкнули Украину в бездну гражданской войны“»[147]; а 24 февраля непосредственно в день вторжения Путин назвал украинских лидеров «нацистами», а события в Донбассе — «геноцидом»[148].
17. ↑  Украина и большая часть международного сообщества не признают этот референдум, утверждая что он нарушал международное право, проводился в условиях российской оккупации, а его результаты были сфальсифицированы[160][161].
18. ↑  Украина и большая часть международного сообщества считают Крым украинской территорией, аннексированной Россией[162].
19. ↑  Журналисты The Washington Post утверждали, что российская информационная кампания в социальных сетях на Украине в 2014 году предвосхитила кампанию российских спецслужб по вмешательству в ход президентских выборах в США 2016 года[164].
20. ↑  Украина не признавала ни российскую регистрацию «Норда», ни российских паспортов его экипажа, которые были выданы в Керчи[187].
21. ↑  После прихода Владимира Путина к власти в 2000 году он последовательно укреплял центральную власть в России за счёт полномочий регионов[204]. По мнению ряда экспертов, при Путине Россия стала фактически унитарным государством[206][207][208].
22. ↑  Весной 2014 года на пророссийских митингах в Донбассе, Харькове, Одессе демонстранты иногда скандировали «Путин, приди! Народу помоги!», «Россия, помоги!»[210][211][212][213].
23. ↑  Черноморский флот ВМФ России подготовил плацдарм для тайной переброски российского спецназа в Крым с помощью авиации [215]. Также в аннексии полуострова приняла участие 810-я  бригада морской пехоты ЧФ ВМФ РФ, которая базировалась в Севастополе на легальных основаниях[216].
24. ↑  Кульминацией противостояния в Одессе[укр.] стали столкновения 2 мая между сторонниками Евромайдана и пророссийскими активистами с последующим пожаром в Доме профсоюзов, в ходе которых погибло 48 человек и было ранено около 250[218][219]. Российская пропаганда называла эти события «Одесской Хатынью» и использовала случившиеся в качестве одного из основных мотивов для добровольцев ехать воевать в Донбасс[218][219][220].
25. ↑  С конца февраля 2014 года в Харькове происходили столкновения между сторонниками Майдана и пророссийскими силами, среди которых выделялась организация Оплот во главе с Евгением Жилиным[221][222]. В марте 2014 года в событиях в Харькове принимал участие и россиянин Арсен Павлов, позднее ставшим известный как полевой командир ДНР Моторола[223]. В ночь на 15 марта пророссийские силы напали[укр.]  на штаб праворадикальной организации Патриот Украины на Рымарской улице; в столкновениях сторонами использовалось огнестрельное оружие, погибло двое человек и пятеро получили ранения[221]. Однако несмотря на ряд попыток, сепаратисты так и не смогли взять под контроль Харьков[221].
26. ↑  Украинские исследователи выделяют ряд особенностей региона, способствовавших началу вооружённого конфликта именно в нём:
  - Географическая близость к России, отсутствие обустроенной российско-украинской границы;
  - Сохранение просоветских убеждений у значительной части населения, особенно старшего возраста, на фоне того, что Россия активно эксплуатировала ностальгию по СССР;
  - Высокая степень русификации региона, значительная часть населения Донбасса имела русские корни и находилась под сильным влиянием российского информационного поля;
  - Забастовки  шахтёров Донбасса и высокая поддержка в регионе идеи независимости Украины в конце 1980х — начале 1990-х были практически забыты, а ответственность за низкий уровень жизни большинством населения возлагалась на Киев;
  - спад украинской экономики в 1990-х вызвал массовое закрытие шахт, что резко усилило социальную напряжённость в регионе;
  - Элиты Донбасса традиционно противостояли киевской власти, что способствовало популярности у жителей региона идей автономии Донбасса или федерализации Украины;
  - Власть Януковича в 2010-2014 гг. воспринималась в регионе как «своя», и её падение было воспринято значительной частью населения как приход к власти «чужих»;
  - Высокая концентрация в Донбассе пенитенциарных учреждений, что способствовало влиянию криминальной субкультуры на значительную часть населения, особенно на молодёжь в небольших моногородах[225].
27. ↑  Британский политолог Тарас Кузьо отмечал, что западные эксперты, рассматривающие «гибридную войну» России в Донбассе, игнорировали «российский терроризм» по всей территории Украины[226]. Наибольшее количество террористических атак, в организации которых украинские спецслужбы обвиняли Россию, пришлось на Киев, Одессу, Харьков и Мариуполь[227].
28. ↑  Накануне звонка Трампа из российской тюрьмы был освобождён Марк Фогель, школьный учитель, осуждённый на 14 лет заключения за попытку ввезти в Россию 17 грамм медицинской марихуны.